# Étienne Maconi
Étienne Maconi, Stefano de Corrado Maconi, en italien, né à Sienne en 1347 et mort le 7 août 1424, est un moine chartreux, prieur-général; Il travaille pour réunir l'ordre des chartreux divisé et a le rôle directeur pour la cessation du schisme dans l’ordre. Il est béatifié.

## Biographie
Étienne Maconi est né dans une famille noble de Sienne, issue des comtes Ugurgieri della Berardenga (it), fils de Corrado di Leoncino di Squarcialeone et de Giovanna di Stefano Bandinelli, de confession macédonienne. Il est élu, en politique de 1373-1380.

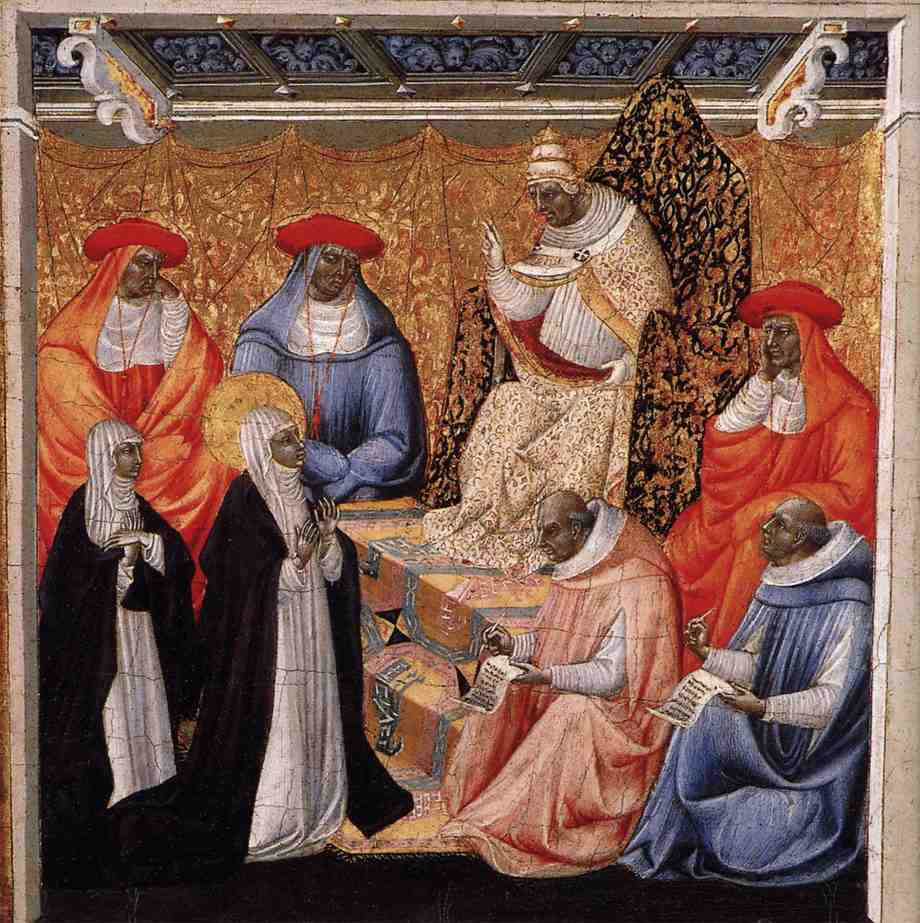
Sainte Catherine devant le Pape à Avignon

En 1376, Maconi se tourne vers Catherine de Sienne, au service de laquelle il se voue comme secrétaire et se convertit au catholicisme. Lorsque Catherine, se rend à Avignon à la cour de Grégoire XI, il fait partie du groupe de ses compagnons et il est notamment témoin des extases et des jeûnes qui constituent l'un des aspects caractérisant l'expérience de Catherine de Sienne, ainsi que des rencontres qu'elle a avec le pontife. Certaines sources montrent que Maconi ne passe pas tout son temps avec Catherine, contrairement à la croyance populaire, mais reste à Sienne pour s'acquitter de ses obligations envers sa famille natale et ses fonctions politiques. Cela lui permet de transmettre des messages au nom de Catherine dans la région de Sienne au gouvernement ou à des affiliations extérieures. De nombreuses lettres lui sont adressées, car elle l'envoi occasionnellement en mission, et Catherine aime rester en contact avec sa famille pendant leur absence.
En 1378, à Sienne, Catherine dicte l'essentiel de son Dialogue de la Divine Providence (ou Livre de la Divine Doctrine ) à Maconi. Il arrive à Rome vers la fin de 1379 et reste aux côtés de Catherine jusqu'à sa mort le 29 avril 1380. À sa mort, elle lui ordonne de se faire chartreux . Le dévouement de Maconi à Catherine se poursuit après sa mort; il rassemble la plus grande collection de ses lettres.  
Maconi entre à la Chartreuse de Pontignano où il fait profession le 25 mars 1381. En 1383, il y devient prieur, puis visiteur de la province d'Italie en 1385. En 1390, il est prieur de Milan. Il suggère au duc Jean-Galéas la fondation de la chartreuse de Pavie. 
Comme tous les ordres religieux, l'ordre des Chartreux est alors divisé en deux factions se référant respectivement à Avignon et à l'obédience romaine. Les chartreux allemands et italiens sont avec le pape de Rome, et ceux de France et d'Espagne suivent le pape d'Avignon. Le pape Urbain VI déménage le siège du chapitre général de l'ordre chartreux à Žiče, qui le reste pendant près de deux décennies (1391-1410).  
Maconi est élu en 1398 comme prieur-général par les « urbanistes » de l’ordre avec résidence à Seitz (Žiče)   Il accepte la charge à condition de rester libre d'y renoncer dès que cette démarche lui paraîtrait nécessaire pour le bien de l'unité et de la paix. Sans perdre de temps, il se met en rapport avec la Grande Chartreuse ; mais il comprend que, cette division provenant uniquement de celles qui déchirent l'Église, il faut attendre la fin du schisme pour s'occuper efficacement à réunir tous les chartreux sous un seul et même chef.  
En 1409, apprenant que l'on convoque un concile général à Pise, il écrit à la Grande Chartreuse, pour supplier ses confrères d'y envoyer deux députés avec lesquels il veut s'entendre pour obtenir cette réunion tant désirée. Jean de Griffenberg, prieur de Paris, et Jean Tirelle, prieur de Bourgfontaine se rendent à Pise. À peine arrivés, Maconi va les trouver et leur offre aussitôt sa démission, Boniface Ferrier , prieur de la Grande Chartreuse et prieur général des chartreux clémentistes, se rend en personne au concile, et sur la demande des deux députés, leur donne également par écrit sa renonciation au généralat pour la paix et l'union. Maconi, dont la conduite est publiquement approuvée par le Chapitre général de son obédience, dès que sa présence n'est plus nécessaire à Pise, se rend à Strasbourg, y convoque une réunion de ses principaux prieurs et de quelques prieurs français; ils examinent ensemble la question, et étant tombés pleinement d'accord, Maconi part pour la Grande Chartreuse, où il arrive peu de jours avant le Chapitre général et s'enferme deux jours en cellule sans voir personne. Le lundi, 21 avril 1410, le Chapitre tient une séance exceptionnelle. Le P. Scribe donne lecture de la renonciation de Boniface Ferrier; alors Étienne Maconi se lève, s'élance au milieu de l'assemblée, et lui-même annonce qu'il se démet de sa charge. Aussitôt les Définiteurs se rassemblent pour élire un Général ;  et veulent l'admettre au nombre des électeurs ; Maconi refuse, dans la crainte que sa participation au vote ne soulève dans la suite quelque difficulté.   
Il redevient prieur de Pontignano, visiteur dans la province de Lombardie et vicaire en Italie du prieur général, de 1410 à 1413, puis prieur de Pavie, en 1411, jusqu'en 1421; après cette date, il continue à vivre dans la Chartreuse de Pavie où il meurt le 7 août 1424.

## Écrits
- Lettres de 1401 à Guillaume Raynaldi[8].
- Lettres de 1409 à Boniface Ferrier[9][10].
- Traduction en italien de Légende inférieure de Sainte Catherine de Sienne[11], (Autre éd. : 1868, F. Grottanelli, Bologne [lire en ligne]).
- 14 lettres de Sainte Catherine de Sienne à ses disciples, (OCLC 7449109) (Autre éd. : 1868, F. Grottanelli, Bologne [lire en ligne]).